# Lambert (automóviles)
Lambert es la marca de una serie de automóviles de turismo y camiones producidos entre 1905 y 1917 por la empresa estadounidense Lambert Automobile Company de Аnderson, Indiana. Se convirtió en el sucesor de los automóviles Union, producidos por la empresa Union Automobile Company. El principal diseñador de sus vehículos fue John William Lambert. En 1915, la planta producía alrededor de 3000 automóviles y camiones al año, cuyo precio variaba entre los 1200 y los 3000 dólares. El cierre de la empresa se debió a las nuevas condiciones del mercado, alterado por la Primera Guerra Mundial.

## Historia
El automóvil "Lambert" apareció en 1905 sobre la base del "Union". La planta principal de la Union Automobile Company estaba ubicada en Union City, estado de Indiana. Ese mismo año, se cerró la fábrica y se planificó la producción de los automóviles Union en Аnderson, también en Indiana, en una nueva planta construida para la Lambert Automobile Company, que era propiedad de la Buckeye Manufacturing Company. La superficie de la nueva planta era de 300 000 pies cuadrados (28 000 m2). El primer coche se vendió el 1 de junio de 1905. Para 1906, el nuevo automóvil tenía una amplia gama de modelos. En ese momento, la compañía era uno de los fabricantes de automóviles más exitosos de los EE. UU. Para 1915, se producían 3000 vehículos al año, incluidos camiones, tractores y camiones de bomberos. La planta también fabricaba sus propias carrocerías y motores. La tapicerías utilizadas eran de la más alta calidad, y se aplicaban 15 capas de pintura a la carrocería. Con ocasión de la entrada de los Estados Unidos en la Primera Guerra Mundial, la planta se adaptó en 1917 para la producción militar. Después del final de la guerra, Lambert cesó la producción de automóviles.

## Motores

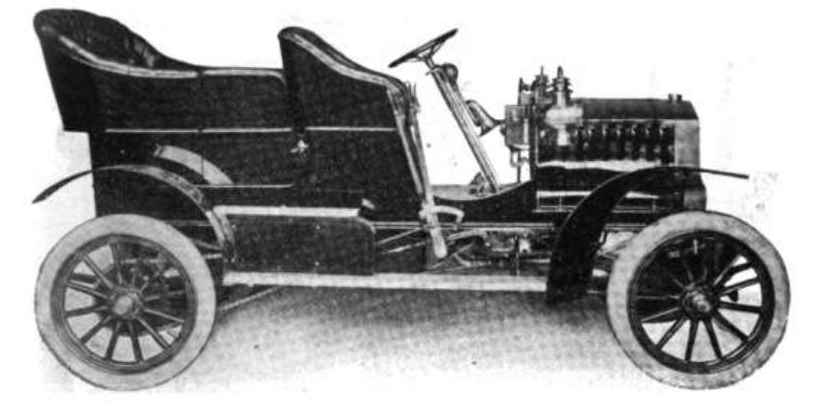
Modelo 4 1906

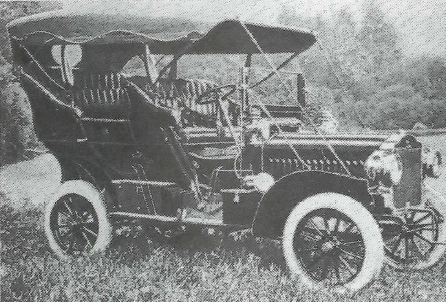
Modelo F 1907

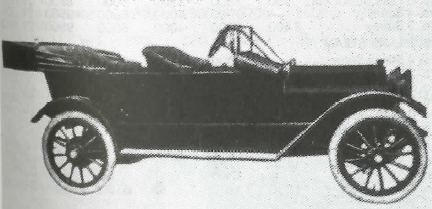
Modelo 46-C 1914

En la etapa inicial de producción, Lambert instaló los motores en la parte trasera del chasis, luego pasó a colocarlos en el centro, posteriormente los colocó en la parte delantera y más adelante los instaló de nuevo en la parte trasera del automóvil. Los primeros motores se producían en las fábricas de la Buckeye Manufacturing Company, pero más adelante otros fabricantes se involucraron en la producción.
Las válvulas del motor eran accionadas por un árbol de levas de acero endurecido. Las superficies de las levas eran convexas y trabajaban sobre rodillos. Funcionaban sobre horquillas oscilantes, que descansaban sobre deslizadores con extremos cuadrados. Las válvulas eran cabezales de aluminio atornillados sobre vástagos de acero remachados, y eran rectas, sin acción lateral. La relación de compresión era de 50 a 55 libras por pulgada cuadrada.
El motor bóxer tenía características que no eran típicas de los motores de gasolina de la época. En primer lugar, el engrasador era del tipo en el que un engranaje helicoidal accionado por trinquete impulsaba un resorte en serie a través de las líneas de aceite suministradas. El resorte del pistón estaba comprimido por un círculo de cuñas y el aumento de la compresión estaba regulado por un tornillo. Unos latiguillos suministraban aceite a los extremos de la biela correctamente.

## Chasis y suspensiones
Los chasis Lambert estaban equipados con suspensión de tres puntos de alta calidad para mejorar la tracción. Esto redujo la elevación necesaria para la carrocería del automóvil debido a los cambios en la superficie de la carretera, evitando daños a la carrocería. La mayoría de los otros automóviles de la época usaban ballestas convencionales. Algunos modelos contaban con una barra de transmisión, aunque la mayoría de los Lambert están construidos con una transmisión por cadena directamente al eje trasero.

## Transmisión
Un chasis con una transmisión por fricción que servía de cambio sin engranajes formaba la base de todos los automóviles Lambert construidos entre 1906 y 1917, incluidos los camiones. Se utilizó un sistema de fricción para transferir la potencia del motor al eje de las ruedas tractoras. El volante de inercia del motor tenía un disco metálico con propiedades especiales de fricción. La segunda rueda de fricción se aplicaba directamente a la superficie del disco motor usando un pedal de control. La rueda de fricción se movía en cualquier dirección en un eje sobre la superficie de la placa de fricción utilizando la palanca del regulador. Cuando la rueda de fricción estaba en contacto con la circunferencia exterior del disco motor, el automóvil se movía a la velocidad máxima. Si se movía más allá del centro, se invertía el sentido de la marcha. Este método de transferir la potencia del motor al eje motriz que impulsaba el vehículo funcionaba eficazmente, siendo muy distinto a la transmisión por engranajes convencional de otros automóviles, y permitía que el coche acelerase desde parado con notable rapidez.

## Participación en competiciones deportivas
Lambert participó en la carrera automovilística Chicago-Saint Paul de 1905, y terminó en segunda posición tras completar las 400 millas (640 km) del recorrido. Un total de 53 coches participaron en la carrera, siendo el Lambert el único coche con motor de gasolina que terminó la prueba. Comparado con otros automóviles de 40 caballos de potencia (30 kW), el Lambert tenía tan solo 16 hp (12 kW). La razón principal de su éxito fue la robustez de su transmisión de disco de fricción.

## Camiones

### Modelo A

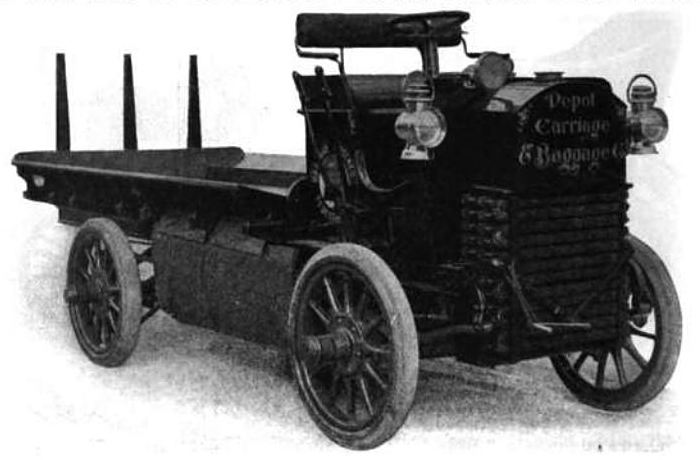
Camión Modelo A de 1906

El camión Modelo A tenía un batalla de 96 pulgadas (2400 mm) y un ancho de vía de 56 pulgadas (1400 mm). Las ruedas traseras tenían 32 pulgadas de diámetro (810 mm) y 4 pulgadas (100 mm) de ancho. Las ruedas delanteras Firestone tenían 32 pulgadas (810 mm) de diámetro y 3,5 pulgadas (89 mm) de ancho. El motor era un bóxer bicilíndrico de 5,5"x6" (diámxcarrera), montado en la parte trasera del asiento del conductor. Tenía una transmisión estándar con un disco de fricción, instalado en todos los vehículos Lambert. El peso del camión era de 3000 libras (1400 kg), coincidente con la misma carga útil. En la cabina cabían dos personas. El costo del modelo era de 2.000 dólares..

### Modelo B
El segundo modelo tenía ciertas similitudes con el primero: se instaló la misma transmisión, la distancia entre ejes era de 96 pulgadas (2400 mm), y el ancho de vía era de 56 pulgadas (1400 mm). Las ruedas delanteras tenían 32 pulgadas de diámetro y 3,5 pulgadas (89 mm) de ancho. Las traseras tenían 32 pulgadas (810 mm) de diámetro y 4 pulgadas (100 mm) de ancho. También era biplaza. La diferencia con la primera versión era el motor, que era un bóxer bicilíndrico de 6"x4,5" (diámxcarrera), instalado en la parte trasera. El peso también era diferente: 2400 libras (1100 kg) y una carga útil de 1500 libras (680 kg). Su coste era de 1.500 dólares.